# Каракыр
Каракыр – комплекс, который состоит из городища и наскальных рисунков (петроглифов) Бронзового века.

## Описание и история
Первые рисунки были обнаружены в конце 1970-х годов. Петроглифы были обнаружены учёными и исследователями А. Н. Марьяшевым, Ю. А. Мотовым и А.С. Ермолаевой. Основные археологические экспедиции в Каракыр проходили с 1985 года по 1987 года. Экспедиции осуществлял Казахский педагогический институт имени Абая под руководством Алексея Николаевича Марьяшева. За это время было обнаружено и исследовано более 300 рисунков эпохи бронзы на сопках, а также изображения солнцеголового божества. Исследования были прекращены вплоть до 1992 года из-за нестабильной политической и экономической обстановки в СССР, что привело к прекращению финансирования научных экспедиций. Начиная с 1992 года небольшая группа энтузиастов из Института археологии составила описание более 900 рисунков различных эпох. За последующие 10 лет удалось выявить центральную часть святилища, исследовать 12 сопок, на 7 из которых были обнаружены петроглифы, а также провести топографическую съемку 10 сопок на 4 кв. метрах.

## Местонахождение
Городище расположено в Казахстане, Алматинская область, село Аккайнар, вдоль трассы А-4 на село Каракастек.